# Pierre Dalem
Pierre Dalem (nascido em 16 de março de 1912) foi um futebolista belga que competiu na Copa do Mundo FIFA de 1938.